# Bruno Dal Bon
Bruno Dal Bon (Cadidavid, 7 luglio 1930) è un ex calciatore italiano, di ruolo attaccante.

## Carriera
Ala sinistra, ambidestro, cresciuto nella squadra dilettantistica del paese natale, la U.S. Cadidavid viene acquistato ventenne dalla Reggiana, con cui disputa tre campionati di Serie B, giocando in totale 63 partite e segnando 6 gol. 
Beniamino dei tifosi reggiani, anche per la giovane età, è uno dei pochi giocatori nominato nell'inno "Dai Reggiana".
Partecipa alla stagione 1952-1953 con il Verona, giocando altre 3 partite in Serie B.
Nel 1953 passa al Pisa dove giocherà 26 partite in Serie C segnando 4 gol.